# سلالة العلويين الفيلاليين الحاكمة
الاسرة العلوية هي سلالة عربية مغربية. قدمت من ينبع بمنطقة الحجاز، واستقرت بواحة تافيلالت بالقرب من سجلماسة، وهي تحكم المغرب منذ عام 1666 م، وتنتسب هذه السلالة إلى القاسم  بن محمد النفس الزكية بن عبد الله الكامل بن الحسن المثنى بن الحسن بن علي بن أبي طالب. وأول من حكم منهم الشريف بن علي ويحكم المغرب منهم اليوم الملك محمد السادس بن الحسن، وتمتثل مذهب مالك بن أنس في الفقه، يلقب الحاكم منهم بأمير المؤمنين وهو لقب خلافة.
صعدت السلالة إلى السلطة في القرن السابع عشر، بدءًا من مولاي الشريف بن علي الذي أُعلن سلطانًا على منطقة تافيلالت عام 1631. استطاع ابنه الرشيد، الذي حكم من عام 1664 إلى 1672، توحيد البلاد وتهدئة وضعها بعد فترة طويلة من الانقسامات الإقليمية الناجمة عن إضعاف سلالة السعديين. تولى شقيقه إسماعيل فترة من الحكم المركزي القوي بين عامي 1672 و1727، وهي واحدة من أطول فترات حكم أي سلطان مغربي، وبعد وفاة إسماعيل، غرقت البلاد في حالة من الفوضى إذ تنازع أبناؤه على خلافته، لكن أُعيد فرض النظام في عهد محمد بن عبد الله في النصف الثاني من القرن الثامن عشر. تميز القرن التاسع عشر بالتأثير المتزايد للقوى الأوروبية.
حكم العلويون على أنهم سلاطين مطلقين حتى عام 1912، وذلك عندما فُرضت الحماية الفرنسية والإسبانية على المغرب، حيث أبقاهم الحكم الاستعماري سلاطينًا رمزيين، وعندما استعادت البلاد استقلالها عام 1956، استأنف محمد الخامس، الذي دعم القضية القومية، دور العلويين في القيادة المستقلة للدولة. بعد ذلك بوقت قصير اتخذ لقب «ملك» بدلًا من «سلطان». استمر خلفائه الحسن الثاني ومحمد السادس، حكم السلالة تحت نفس اللقب.

## تاريخ

### الجذور
كان العلويون عائلة من الوجهاء الدينيين الأشراف (أو الشرفاء) الذين ادعوا انحدارهم من نسل النبي محمد عن طريق سبطه الحسن بن علي وفاطمة ابنة محمد. وفقًا للمؤرخين الرسميين للعائلة، هاجرت العائلة من الحجاز (في شبه الجزيرة العربية) إلى تافيلالت خلال القرن الثاني عشر أو الثالث عشر بناءً على طلب السكان المحليين الذين كانوا يأملون في أن يعود وجود الأسرة الشريفة بالفائدة على المنطقة. لربما كانت أسرة العلويين مجرد واحدةٍ من بين العديد من العائلات العربية التي انتقلت غربًا إلى المغرب خلال هذه الفترة. كانت تافيلالت واحةً في وادي زيز في شرق المغرب وكانت تُعرف أيضًا بموقع سجلماسة، وهو تاريخيًا محطة مهمة لطرق التجارة عبر الصحراء الكبرى.
لا يُعرف سوى القليل عن تاريخ العلويين قبل القرن السابع عشر. في أوائل القرن الخامس عشر، اشتهروا بأنهم محاربون مقدسون، لكن لم يكن لديهم مكانة سياسية بعد. انطبق هذا الأمر على أحد أفراد الأسرة، وهو علي الشريف (يجب عدم الخلط بينه وبين العلويين اللاحقين بالاسم نفسه)، الذي شارك في معارك ضد البرتغاليين والإسبان في سبتة وطنجة والذي دُعي أيضًا من قِبل بني نصر في غرناطة للقتال ضد قشتالة في شبه الجزيرة الإيبيرية. لكن بحلول القرن السابع عشر، بات جليًا أنهم أصبحوا قادة تافيلالت الأساسيين.
كانت مكانتهم كشرفاء (من ذرية الرسول محمد) جزءًا من سبب نجاحهم، إذ تزايد إدراك العديد من المجتمعات المغربية في ذلك العصر أن صفة الشريف هي أفضل مطالبة بالشرعية السياسية. كانت سلالة السعديين، التي حكمت المغرب في القرن 16 وأوائل القرن السابع عشر قبل صعود العلويين، سلالة شريفة أيضًا ولعبت دورًا هامًا في تأسيس هذا النموذج من الشرعية السياسية والدينية.

### الصعود إلى السلطة
جرى صعود العائلة في نطاق أوائل القرن السابع عشر إلى منتصفه في المغرب، عندما كانت قوة السلاطين السعديين في مراكش متدهورة للغاية وتحاربت العديد من الفصائل الإقليمية للسيطرة على البلاد. كان الدلائيون من بين أقوى هذه الفصائل، وهم اتحاد من الأمازيغ (البربر) في الأطلس المتوسط زادت هيمنته على وسط المغرب في ذلك الوقت، ووصلوا إلى ذروة قوتهم في أربعينيات القرن السادس عشر. كان هناك فصيل قوي آخر، وهو فصيل علي أبو حسون السملالي (أو أبو حسون)، الذي أصبح زعيمًا لوادي سوس منذ عام 1614. عندما بسط أبو حسون سيطرته على منطقة تافيلالت عام 1631، أرسل الدلائيون بدورهم قواتٍ لفرض نفوذهم على المنطقة. اختار السكان المحليون رأس الأسرة العلوية زعيمًا لهم، وهو محمد الشريف – المعروف باسم مولاي علي الشريف، أو مولاي الشريف، أو محمد الأول – وسلّموا به سلطانًا. قاد مولاي الشريف هجومًا على حامية أبو حسون في طابوسّامت عام 1635 أو 1636 (1045 هجري) لكنه فشل في طردهم. نفاه أبو حسون في وادي سوس، ولكنه تلقى معاملة حسنة منه؛ من بين أمور أخرى، أهداه أبو حسون محظية أنجبت لاحقًا أحد أبنائه، إسماعيل.
مع بقاء والدهم في المنفى، شرع أبناء الشريف في نضالهم. أصبح ابنه محمد (أو محمد الثاني) الزعيم بعد عام 1635 ونجح في قيادة تمرد آخر دحر قوات أبو حسون عام 1640 أو 1641 (1050 هجري). وبهذا النجاح، أُعلن سلطانًا مكانًا لوالده. ومع ذلك، غزا الدلائيون المنطقة مرة أخرى في عام 1646 وأجبروه على الاعتراف بسيطرتهم على جميع الأراضي الواقعة غرب وجنوب سجلماسة، مما تركه فعليًا بلا مملكة. بعدم قدرته على معارضتهم، قرر محمد، عوضًا عن ذلك، التوسع في الاتجاه المعاكس، إلى الشمال الشرقي. تقدم حتى الأغواط وتلمسان في الجزائر (والتي كانت جزءًا من الإمبراطورية العثمانية في ذلك الوقت) عام 1650، كسب ولاء العديد من قبائل بني معقل العربية في هذه المنطقة، وجعل من وجدة قاعدته الجديدة. أثارت غزواته في الجزائر العثمانية رد فعل العثمانيين، الذين أرسلوا جيشًا دحره إلى سجلماسة. في مفاوضات مع البعثة العثمانية من الجزائر، وافق محمد على عدم تخطي الحدود إلى الأراضي العثمانية مرة أخرى.
رغم هذه النكسات الأخيرة، نما نفوذ العلويين ببطء، ويرجع الفضل في بعضه إلى تحالفهم المستمر مع عدد من القبائل العربية في المنطقة. في يونيو 1650، رفض زعماء فاس (أو بشكل أكثر تحديدًا فاس البالي، المدينة القديمة)، بدعم من القبائل العربية المحلية، سلطة الدلائيين ودعوا محمدًا للانضمام إليهم. لكن بعد وقت قصير من وصوله، اقترب جيش الدلائيين من المدينة وأوقف القادة المحليون، لإدراكهم عدم امتلاك القوة الكافية لمواجهتهم، تمردهم وطلبوا من محمد الرحيل.
توفي مولاي الشريف بن علي عام 1659، مما أثار صراع الخلافة بين محمد وأحد أشقائه، الرشيد. بعض تفاصيل هذا الصراع غير واضحة، لكن يبدو أن الرشيد فر من سجلماسة في البداية خوفًا من شقيقه ولجأ إلى الدلائيين في الأطلس المتوسط. تنقل بعدها حول شمال المغرب، وأمضى بعض الوقت في فاس، قبل أن يستقر في أنجاد (شمال شرق المغرب اليوم). تمكن من تحقيق تحالفٍ مع نفس قبائل بني معقل العربية التي دعمت شقيقه في السابق ومع قبائل بني يزناسن الأمازيغية أيضًا. أعلنته هذه الجماعات سلطانًا في عام 1663، وفي الوقت نفسه تقريبًا أنشأ محمد قاعدة جديدة لنفسه في أقصى الغرب حتى أزرو. كانت قوة الدلائيين في تراجع، وسعى الشقيقان للاستفادة من ذلك، لكن كلاهما وقف في طريق الآخر. عندما هاجم محمد أنجاد لإجبار شقيقه على الاستسلام في عام 1663 أو أوائل عام 1664، هُزم وقُتل بدلًا من ذلك.
بحلول ذلك الوقت، تراجعت مملكة الدلائيين، التي امتدت ذات مرة لتشمل معظم وسط المغرب، إلى موطنها الأصلي في الأطلس المتوسط. ظل الرشيد مسيطرًا على القوات العلوية وفي أقل من عقد تمكن من بسط سيطرة العلويين على المغرب بأكملها تقريبًا، وأعاد توحيد البلاد في ظل سلالة جديدة من الشرفاء. في وقت سابق، كسب قبائل عربية ريفية أكثر إلى جانبه وضمهم إلى نظامه العسكري. أصبح ما يُعرف أيضًا باسم قبائل الكيش (قبائل «الجيش»، تُعرّب أيضًا إلى غيش)، واحدة من أهم وسائله في فرض السيطرة على الأقاليم والمدن. في عام 1664 استولى على تازة لكن فاس عارضت سلطته وسقط حصارٌ على المدينة عام 1665. بعد حملة أخرى في منطقة الريف، حيث حصل على مزيدٍ من الدعم، عاد الرشيد وحقق خضوع المدينة في يونيو 1666. جعل المدينة عاصمته، لكنه وطّن قبائله العسكرية في أراض أخرى وفي قصبة جديدة خارج المدينة (ما يُعرف بقصبة شراردة الحالية) لتفادي شكاوى سكان المدينة بشأن سلوكهم. هزم بعدها فلول الدلائيين بغزو عاصمتهم وتدميرها في الأطلس المتوسط في يونيو 1668. في يوليو استولى على مراكش من عبد الكريم أبو بكر الشباني الذي حكم المدينة منذ اغتيال ابن أخيه أحمد العباس آخر سلاطين السعديين. احتلت قواته وادي سوس والأطلس الصغير في الجنوب، وأجبر جمهورية القراصنة ومدينتها سلا على الاعتراف بسلطته، على حين أحكم السيطرة في الشمال على القصر الكبير، والمنطقة المحيطة بطنجة. وهكذا نجح الرشيد في إعادة توحيد البلاد تحت حكم واحد. ومع ذلك، لم يتمكن من الاستمتاع بهذا النجاح لفترة طويلة، وتوفي شابًا عام 1672 أثناء وجوده في مراكش.

## عاصمة
- فاس: (1666 - 1672)
- مكناس: (1672 - 1727)
- فاس: (1727 - 1912)
- الرباط: (1912 - إلى الآن).

## نسبهم
الروايات التاريخية لدى المغاربة تفيد بأن أهل المغرب اتصلوا بالقاسم بن محمد بن أبي القاسم وهو من عقب القاسم بن محمد النفس الزكية وطلبوا منه أن يرسل أحد أبنائه أو كلهم إلى المغرب لنشر الدعوة الإسلامية وبركة مجاورة آل البيت الهاشميين لامتداد نسبتهم إلى النبي محمد فأجابهم القاسم إلى هذا الطلب فكان أن أرسل ابنه الحسن الداخل والذي نزل واحة تافيلالت بنواحي سجلماسة فطاب له المقام بها.
- وتسلسل نسبهم:

الشريف بن علي بن محمد بن علي بن يوسف بن علي بن الحسن بن محمد بن الحسن الداخل بن القاسم بن محمد بن أبي القاسم بن محمد بن الحسن بن عبد الله بن محمد بن عرفة بن الحسن بن أبي بكر بن علي بن الحسن بن أحمد بن إسماعيل بن القاسم بن محمد النفس الزكية بن عبد الله الكامل بن الحسن المثنى بن الحسن بن علي بن أبي طالب بن عبدالمطلب بن هاشم.

## أمراء تافيلالت
|   | الحاكم       | الحياة    | الحكم     |
| - | ------------ | --------- | --------- |
| 1 | مولاي الشريف | 1589-1659 | 1631-1635 |
| 2 | محمد الأول   | 1630-1664 | 1635-1664 |
| 3 | مولاي الرشيد | 1631-1672 | 1664-1666 |

## سلاطين المغرب
|     | الحاكم             | الحياة    | الحكم     |
| --- | ------------------ | --------- | --------- |
| 1   | مولاي رشيد         | 1631-1672 | 1666-1672 |
| 2   | إسماعيل بن الشريف  | 1646-1727 | 1672-1727 |
| 3   | مولاي أحمد         | 1677-1729 | 1727-1728 |
| 4   | مولاي عبد المالك   | 1729-1696 | 1728-1728 |
| 3-2 | مولاي أحمد         | 1677-1729 | 1728-1729 |
| 5   | مولاي عبد الله     | 1694-1757 | 1729-1735 |
| 6   | مولاي علي          | ....-.... | 1735-1736 |
| 5-2 | مولاي عبد الله     | 1694-1757 | 1736-1736 |
| 7   | محمد الثاني        | ....-.... | 1736-1738 |
| 8   | مولاي المستضيء     | ....-1759 | 1738-1740 |
| 5-3 | مولاي عبد الله     | 1694-1757 | 1740-1745 |
| 9   | مولاي زين العابدين | ....-.... | 1745-1745 |
| 5-4 | مولاي عبد الله     | 1694-1757 | 1745-1757 |
| 10  | محمد الثالث        | ....-1790 | 1757-1790 |
| 11  | مولاي اليزيد       | 1750-1792 | 1790-1792 |
| 12  | مولاي سليمان       | 1760-1822 | 1797-1822 |
| 13  | مولاي عبد الرحمن   | 1790-1859 | 1822-1859 |
| 14  | محمد الرابع        | ....-1873 | 1859-1873 |
| 15  | الحسن الأول        | 1830-1894 | 1873-1894 |
| 16  | مولاي عبد العزيز   | 1878-1943 | 1894-1908 |
| 17  | مولاي عبد الحفيظ   | 1875-1937 | 1908-1912 |
| 18  | مولاي يوسف         | 1881-1927 | 1912-1927 |
| 19  | محمد الخامس        | 1909-1961 | 1927-1957 |

## ملوك المغرب
| الملك        | سنوات الحياة | مدة الحكم |
| ------------ | ------------ | --------- |
| محمد الخامس  | 1909–1961    | 1957–1961 |
| الحسن الثاني | 1929–1999    | 1961–1999 |
| محمد السادس  | 1963–        | 1999–     |